# Ouratea amplexicaulis
Ouratea amplexicaulis là một loài thực vật có hoa trong họ Ochnaceae. Loài này được (O. Hoffm.) Baill. mô tả khoa học đầu tiên năm 1886.